# Phare de Guánica
Le phare de Guánica (en anglais : Guánica Light) était un phare actif situé dans la ville de Guánica à Porto Rico. Il était géré par l'United States Coast Guard. Il est désactivé depuis 1950
Il est référencé dans le registre national des lieux historiques sous la tutelle du Gouvernement fédéral des États-Unis depuis le 28 mars 1977. Le bâtiment tombe en ruine.

## Histoire
Le phare est situé dans la forêt d'État de Guánica, une réserve de biosphère de 1981. Il a été allumé pour la première fois en 1893 et désactivé en 1950.
Ce phare marquait l'entrée de la baie de Guánica et se trouvait entre le phare de Los Morrillos et le phare de Caja de Muertos. Le phare est pratiquement en ruine, même si certaines parties de ses éléments architecturaux uniques sont encore visibles.
Identifiant : ARLHS : PUR-007.
|          |
| Le phare |

|                 |
| Le phare (2014) |

### Lien connexe
- Liste des phares de Porto Rico